# حوزه (زیست‌شناسی)

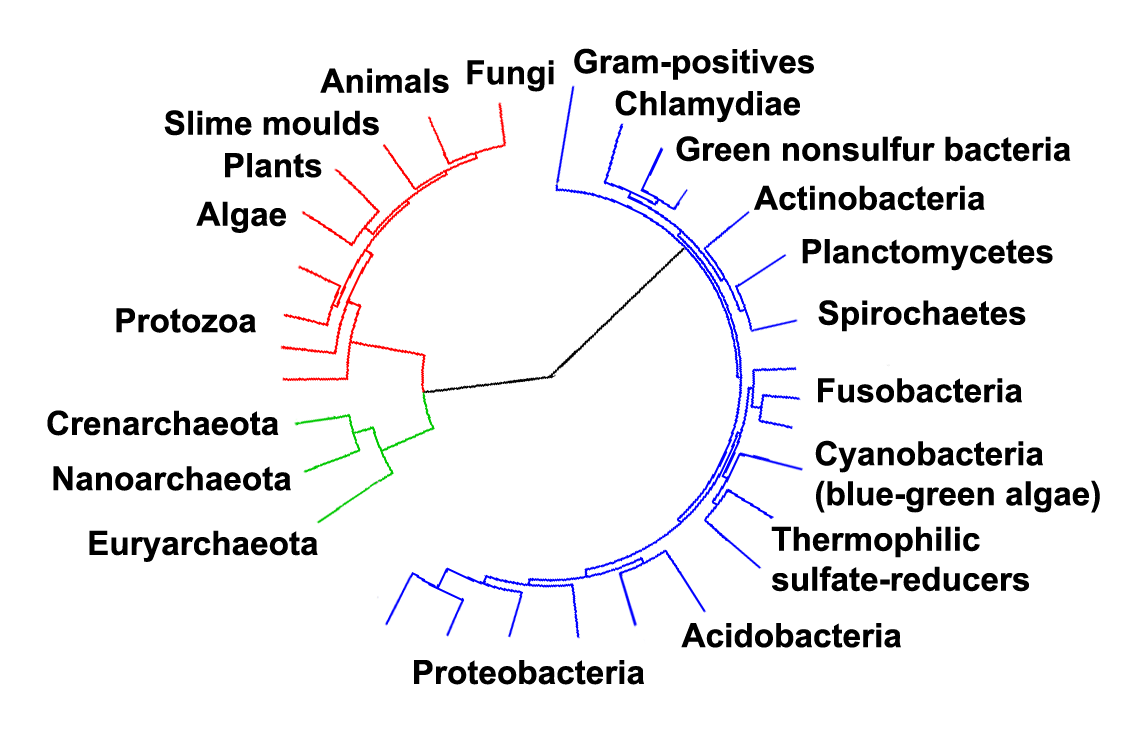
درخت تبارزایشی که یوکاریوت‌ها قرمز، باستانیان سبز و باکتری‌ها آبی هستند.

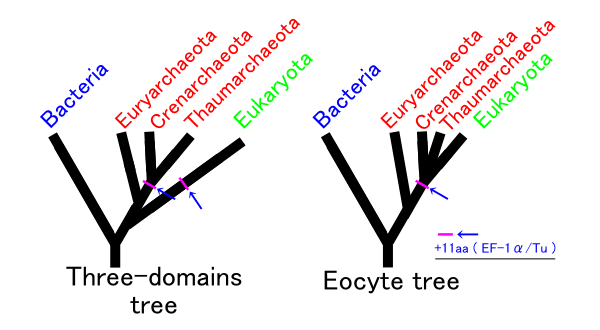
مقایسه درخت سامانهٔ سه‌دامنه‌ای با فرضیهٔ یوسیت.

در آرایه‌شناسی زیستی، حوزه یا دامنه یا قَلَمرو یا بالافرمانرو (به انگلیسی: Domain) بالاترین طبقه آرایه‌شناختی جانداران است، که بالاتر از فرمانرو قرار گرفته است.
طبق سامانهٔ سه‌دامنه‌ای که در سال ۱۹۹۰ توسط کارل ووز پیشنهاد گردید، درخت تبارزایی به‌طور کلی از سه دامنه تشکیل شده است: باستانیان، باکتری‌ها و یوکاریوت‌ها.
طبقه‌بندی‌های متفاوت دیگری هم از زندگانی وجود دارند:
- سامانهٔ دوسلسله‌ای: یوکاریوت و پروکاریوت.
- سامانهٔ شش‌فرمانرویی: یوباکتری‌ها، آرکی‌باکتری‌ها، آغازیان، قارچ‌ها، گیاهان و جانوران.

هیچ‌کدام از این سه سامانه حیات غیرسلولی را شامل نمی‌شوند.